# 日本再生戦略
日本再生戦略（にほんさいせいせんりゃく）とは、菅直人内閣による「新成長戦略」（2010年6月18日閣議決定）を発展させた、野田内閣による経済成長戦略。2012年7月30日、平成24年第8回国家戦略会議（議長：野田佳彦首相）でまとめられ、翌31日に閣議決定された。